# Kathrine Heindahl
Kathrine Brothmann Heindahl (Nyborg, 1992. március 26. –) háromszoros világbajnoki bronzérmes, olimpiai bronzérmes és Európa-bajnoki ezüstérmes dán válogatott kézilabdázó, beálló, a Bajnokok Ligájában, illetve a dán élvonalban szereplő Team Esbjerg játékosa.

## Pályafutása
Heindahl 15 évesen kezdte megismerni a kézilabda rejtelmeit, első klubja a GOG volt ahol 3 szezont töltött, majd 1 évre aláírt a dán első osztályban szereplő Odense Håndboldhoz. Ezt akkoriban nagyon nagy élménynek élte meg, ám úgy gondolta, hogy még nem elég érett ahhoz, hogy "ilyen nagy" klubban játsszon, így a szezon végeztével a dán másod osztályú Team Tvis Håndbold Holstebro, vagy röviden TTH Holstebro játékosa lett. Ezt követően 2012-ben felkereste a Randers vezetősége, hogy elcsalja Heindahlt, rögtön igent mondott, tehát 2013-tól a Randers HK tagja. 2015-ben szerződést hosszabbított a dán klubbal. 2017-ben bejelentette, hogy 4 év után elhagyja Randerset és visszatér korábbi klubjához, az Odenséhez, hogy most kipróbálja magát mennyit fejlődött 6 év alatt. Heindahl most is nagyon jól érezte magát Odensében, ám most már úgy gondolta, hogy külföldre is szívesen menne, a Moszkva pedig éppen beállót keresett, így Heindahl felkészült élete legnagyobb utazására: Dániából Oroszországba repült, 2020-tól az orosz fővárosbeli CSKA Moszkva játékosa lett.
A dán válogatottban először 2010-ben mutatkozott be. Részt vett a 2011-es,- a 2013-as,- a 2015-ös,- a 2017-es,-és a 2019-es világbajnokságon. Illetve részt vett az Európa-bajnokságokon és az olimpiai játékokon is. Eddigi legsikeresebb eredménye a 2013-as világbajnoki bronzérme.